# Espalion
Die Gemeinde Espalion mit 4607 Einwohnern (Stand 1. Januar 2022) liegt in der französischen Region Okzitanien im Département Aveyron. Seine Einwohner nennen sich Espalionnais. In der lokalen  Okzitanischen Sprache heißt der Ort Espaliu. Er liegt am Fernwanderweg GR 65, welcher weitgehend dem historischen Verlauf des französischen Jakobsweges "Via Podiensis" folgt.

## Geografie und Verkehr
Espalion liegt im südlichen Teil des Zentralmassives am Ufer des Lot, im Dreieck Bordeaux, Lyon, Toulouse. Die nächsten französischen Großstädte sind Lyon (213 km) im Nordosten, Toulouse (147 km) im Südwesten, Bordeaux (267 km) im Westen und Montpellier (135 km) im Südosten.
Der nächste Flughafen ist Rodez-Marcillac, der unter anderem von   Air France und von Ryanair angeflogen wird. Über die D988 oder D27 liegt er circa 38 Straßenkilometer entfernt. Die nächste Bahnstation befindet sich ebenfalls in Rodez.
In Espalion mündet die D987, die vom Aubrac-Gebiet ins Lot-Tal führt, in die D920a. Es enden außerdem, von Nordwesten kommend, die D921 und vom Südosten kommend, die D108.

## Geschichte
Das Dorf entstand beidseits der Brücke über den Fluss Lot und entwickelte sich als Handelsplatz für Güter aus dem Aubrac. Bereits eine römische Straße überquerte den Fluss im benachbarten St. Cosmas d’Olt durch eine Furt in der Nähe der heutigen Brücke.
Im 10. Jahrhundert wurde die Burg der Herren  von Calmont-d’Olt oberhalb der Stadt errichtet. Der Erbauer soll ein Leutnant Karls des Großen gewesen sein.
Espalion verlor 1926 seine Rolle als Unterpräfektur.

### Bevölkerungsentwicklung
| Jahr                       | 1962 | 1968 | 1975 | 1982 | 1990 | 1999 | 2006 | 2016 |
| Einwohner                  | 3529 | 3881 | 4422 | 4733 | 4614 | 4360 | 4457 | 4521 |
| Quellen: Cassini und INSEE |      |      |      |      |      |      |      |      |

## Jakobsweg(Via Podiensis)
In Espalion gibt es neben der Touristinformation Hotels und Restaurants, mehrere Pilgerherbergen (französisch: Gîte d’étape). Außerdem verfügt der Ort über einen Campingplatz. Die Bahnstation gibt es jedoch längst nicht mehr. Der weitere Verlauf des Jakobswegs führt  lotabwärts, an der romanischen Kirche von Bessuéjouls vorbei nach Estaing. Dorthin führt als Nebenstraße die D556 gefolgt von der D100, oder als Hauptverkehrsstraße die D920a.

## Sehenswürdigkeiten
Espalion ist ein regionales Zentrum im oberen Lottal. Mit den alten Gerberhäusern und einer schönen gotischen Brücke besitzt es ein sehr ursprüngliches Stadtbild. Beherrscht wird das Stadtbild von der Ruine der Burg Calmont d’Olt. Am Flussufer führen steinerne Stufen von den alten Häusern mit ihren Holzbalkonen bis an das Wasser und erinnern so an ihre frühere Funktion als Gerbereien.

### Burg Calmont d’Olt
Die Burg Calmont d’Olt erhebt sich auf einer 535 Meter hohen Basaltkuppe über dem Ort und dem Tal des Lot. Ein karolingischer Ministeriale Calvomantese wird erstmals im Jahr 883 urkundlich erwähnt. Die Ringmauer und ihre acht Bastionen stammen aus dem 15. Jahrhundert.

### Alte Brücke
Die alte Brücke wurde im 13. Jahrhundert errichtet. Ursprünglich war sie mit drei Türmen befestigt. Bis ins 17. Jahrhundert erhoben die Burgherren vom Calmont einen Brückenzoll. Danach wurde sie von der Gemeinde erworben und die Türme abgerissen.
Die Bogenbrücke aus rotem Sandstein mit ihren vier spitzen Bögen ruht auf Pfeilern, die zu Verteidigungszwecken mit spitzen Bastionen versehen sind. Seit 1998 ist die Brücke als Teil des Weltkulturerbe der UNESCO „Wege der Jakobspilger in Frankreich“ ausgezeichnet.

### Perse-Kirche

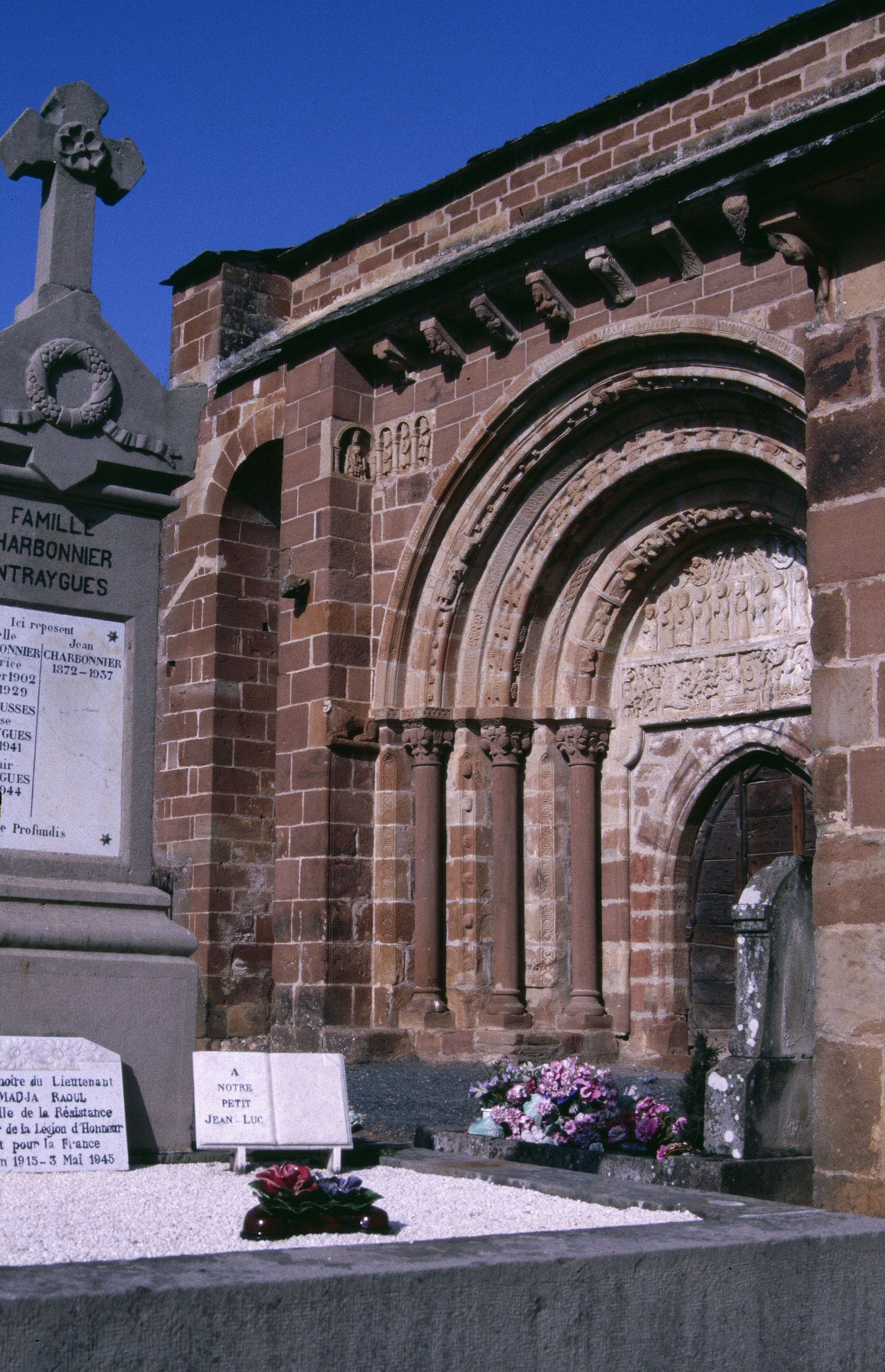
St. Hilarian de Perse, Südwand

Die Kirche St-Hilarian de Perse soll an der Stelle errichtet worden sein, an der im Jahre 730, der lokale Heilige Hilarian von den Sarazenen enthauptet worden sein soll. Der Legende nach soll er den vom Körper getrennten Kopf bis zu einer Quelle getragen haben, um ihn dort zu reinigen. 1060 wurde ein vorromanisches Kloster mit dem Namen „Perse“ von Hugo von Calmont der Abtei von Conques geschenkt. Dessen Mönche bauten die heutige Kirche im 11. und 12. Jahrhundert.
Die Kirche ist aus rosa Sandstein im romanischen Stil errichtet. Lediglich die Nordkapelle stammt aus dem 15. Jahrhundert. Das Tympanon über dem Eingangsportal zeigt die Apokalypse, das Jüngste Gericht und das Pfingstwunder. In einer kleinen Nische oberhalb des Portals ist eine Darstellung der Heiligen Drei Könige zu sehen.  Im Inneren der Kirche finden sich Fresken, die ursprünglich aus dem 12. Jahrhundert stammen und Säulenkapitelle mit Figurenschmuck.

### Ehemalige Kirche Saint-Jean
Die ehemalige Kirche wurde 1883 entweiht, diente danach lange Jahre als Rathaus, bevor sie 1978 restauriert wurde. Seitdem beherbergt sie ein volkskundliches Museum (Musée Joseph-Vaylet) und das Musée du Scaphandre, ein Museum, das der Geschichte des Skaphanders gewidmet ist, sowie den aus Espalion stammenden Erfindern des Tauchgerätes Rouquayrol-Denayrouze, eines Vorläufers der heutigen Atemregler.

### Musée du Rouergue
Das Musée du Rouergue zeigt unter anderem Keramik und Töpferwaren von der gallo-römischen Zeit bis in die Gegenwart, Haushaltsgegenstände aus Kupfer, Trachten und historisches Spielzeug.

## Partnerstädte
- Langhirano, Italien, in der Provinz Parma
- Tauste, Spanien, in der Provinz Zaragoza
- Ingelheim am Rhein

## Persönlichkeiten
- Benoît Rouquayrol (1826–1875), Bergbauingenieur